# Wilk (nazwisko)
Wilk (forma żeńska: Wilkówna/Wilkowa, liczba mnoga: Wilkowie) – polskie nazwisko.
Na początku l. 90. XX w. nosiło je 30 095 osób. Według danych z 2002 r. w Polsce nosi je 35172 osoby i jest popularne głównie na południu kraju. Niemieckie książki telefoniczne podają 1500 abonentów o tym nazwisku, w Stanach Zjednoczonych 1893, natomiast w Austrii 62.
Etymologicznie w języku polskim nazwisko to pochodzi bezpośrednio od przezwiska Wilk, a to od wilka, drapieżnego ssaka z rodziny psowatych. Nazwiska o podobnej etymologii: Wilczak, Wilczyński, Wilkaniec, itp.
W języku niemieckim i angielskim nazwisko to pochodzi etymologicznie od imienia Wilhelm.
Istnieją (bądź istniały) cztery polskie rodziny szlacheckie o tak brzmiącym nazwisku, pieczętujące się jednym z poniższych herbów:
- Nałęcz
- Oksza
- Radwan
- Wilcza Głowa

## znani Wilkowie
- Agata Wilk – siatkarka
- Andrzej Wilk – prezydent Żyrardowa
- Andrzej M. Wilk – teleinformatyk
- Antoni Wilk – astronom
- Barbara Ślizowska – gimnastyczka sportowa
- Brad Wilk – amerykański perkusista
- Bronisław Wilk – polityk
- Cezary Wilk – piłkarz
- Dorota Wilk – siatkarka
- Eugeniusz Wilk – kulturoznawca
- Gerard Wilk – tancerz baletu, choreograf, pedagog
- Grzegorz Wilk – wokalista i aktor
- Henryk Wilk – senator I kadencji
- Jacek Wilk – kandydat w wyborach prezydenckich 2015
- Jakub Wilk – piłkarz
- Jan Kazimierz Wilk – misjonarz, biskup
- Jerzy Wilk – polityk PZPR, poseł
- Jolanta Wilk – aktorka dubbingowa i kabaretowa
- Józef Wilk – teolog katolicki
- Kazimierz Wilk – polityk
- Katarzyna Wilk – piosenkarka i była wokalisyka zespołu Mezo
- Katarzyna Wilk – pływaczka
- Marian Wilk – historyk, politolog, rosjoznawca
- Mariusz Wilk – dziennikarz i pisarz
- Paweł Wilk – szczypiornista
- Piotr Wilk – wójt Warszawy pod koniec XV w.
- Piotr Wilk (muzykolog) – muzykolog
- Rafał Wilk
- Robert Wilk
- Ryszard Wilk – polityk
- Stanisław Wilk – polski duchowny, rektor KUL
- Tadeusz Wilk
- Waldemar Wilk – dr hab. nauk geograficznych, wykładowca Uniwersytetu Warszawskiego
- Wawrzyniec Wilk – polityk ruchu ludowego, samorządowiec Rzeszowa
- Wioletta Wilk
- Wojciech Wilk – polityk
- Zdzisław Wilk – poseł
- Basia Stępniak-Wilk